# 1+1 (chanson de Beyoncé)
Pour les articles homonymes, voir 1+1.
Pistes de 4
I Care
1+1 est un single promotionnel enregistré par l'artiste américaine Beyoncé pour son quatrième album studio, 4 et interprétée lors de la finale de la saison 10 d'American Idol le 25 mai 2011. La prestation en direct de la chanteuse est acclamée par la critique pour la variation de sa voix. Quelques heures avant cette prestation, 1+1 est sortie chez Columbia Records en tant que single promotionnel uniquement pour les États-Unis. La chanson est écrite par Beyoncé, Terius Nash, Christopher Stewart et Corey Jackson Carter, et produite par The-Dream. Originellement appelée Nothing But Love, The-Dream avait prévu de l'inclure dans son second album studio Love vs. Money en 2009.
Considérée comme une ballade puissante downtempo, 1+1 est une chanson R'n'B-soul qui monte une protagoniste qui exprime son amour infini à son amoureux. Les paroles font de grandes déclarations sur la puissance de sa relation. Le titre de la chanson est basé sur la phrase : « Je ne connais pas beaucoup l'algèbre, mais je sais que un plus un est égale à deux. ». 1+1 est généralement bien accueilli par la critique musicale qui note sa ressemblance flagrante avec le propre single de Beyoncé de 2009, Halo. La chanson est également complimentée pour ses instrumentations modérés, qui mettent l'accent au maximum sur le chant de Beyoncé qui est rempli d'émotion intense. 1+1 se classe dans le classement Canadian Hot 100 ainsi que dans le classement américain Billboard Hot 100, où il prend respectivement la 82e et la 57e place.

## Genèse
1+1 est écrite par Beyoncé, Terius Nash, Christopher Stewart et Corey Jackson Carter, et est produite par The-Dream qui était à l'origine prévue pour être sur son second album studio Love vs. Money de 2009,. La chanson était à l'origine intitulé Nothing But Love et une version démo de la chanson avec la voix de The-Dream est envoyé sur Internet le 28 mai 2011. Même si la version de The-Dream est vraiment similaire à celle de Beyoncé, sa démo comporte une instrumentation un peu plus présente et des chœurs. La version de Beyoncé prend la démo de The-Dream et la réduit à une chanson brute et émotionnelle.
La version de Beyoncé sort le 25 mai 2011 sur l'iTunes Store américain comme un single promotionnel de 4, qui suit la sortie du premier single Run the World (Girls) qui date de 2011. Les fans qui ont pré-commandé 4 sur l'iTunes Store reçoivent un téléchargement gratuit de 1+1 le 25 mai. 1+1 n'est pas envoyé en radio et Best Thing I Never Had est préféré comme le second single de 4 et suit ainsi Run the World (Girls).

## Composition
1+1 est une ballade puissante downtempo dans les genres R'n'B et soul,. La chanson a « un doux, presque inexistant » rythme d'arrière plan, et fait l'usage d'une guitare ainsi qu'un piano comme instrumentations essentielles,. Ces instrumentations discrètes permettent à la voix de Beyoncé de s'étaler pour être émouvante, d'une manière similaire à celle de Whitney Houston comme l'indique Amos Barshad du New York Magazine. Selon la partition publiée par EMI Music Publishing, 1+1 est installée sur une signature rythmique de 12/8 avec un tempo lent de cinquante battements par minute. Elle est écrite en Sol majeur, et la voix de Beyoncé s'étend du Sol2 au Do6. 1+1 démontre généralement la voix brute de la chanteuse, présentant un côté de sa voix comme elle le dit à Billboard où elle a voulu l'utiliser davantage sur son album à paraître, 4 : « J'ai utilisé beaucoup de cuivrés et de granularités dans ma voix que les gens entendent dans mes spectacles, mais pas nécessairement sur mes disques. ». Erika Brooks Adickman de Idolator note que la chanson a des ressemblances avec If I Ain't Got You de Alicia Keys de 2004 et Three Is a Magic Number de Schoolhouse Rock! de 1996, et compare la voix de Beyoncé sur 1+1 à celle de la propre chanson de la chanteuse Halo de 2009. D'autre part, Gabi Gregg de MTV TJ dit que la piste est une « réminiscence » de l'ère Dangerously in Love de Beyoncé. Selon un journaliste du The Huffington Post, 1+1 contraste avec Run the World (Girls), avec Beyoncé « qui remplace la défiance [de Run the World (Girls)] avec dévotion. ».
Le titre de la chanson est basé sur la phrase, « Je ne connais pas beaucoup l'algèbre, mais je sais que un plus un égal deux. »,. En utilisant une arithmétique simple pour décrire son amour éternel pour son partenaire, Beyoncé chante, et « explique que la seule chose qu'elle est sûre, c'est de ses sentiments pour cet homme », Contessa Gayles de AOL Music écrit que « 1+1 consiste à faire l'amour dans des circonstances apocalyptiques. ». Adoptant une voix haletante et orgasmique, Beyoncé plaide à plusieurs reprises à son amoureux : « Faire l'amour avec moi quand le monde en guerre » dans le lignes du hook ainsi que dans les lignes du refrain. Disant un encore plus intense « sentiment faire l'amour, pas la guerre » dans le second couplet, elle continue à chanter : « Hey! Je ne connais pas beaucoup les armes, mais moi [...] J'ai été touché par toi / Hey! Et je ne sais pas quand je vais mourir, mais j'espère que je vais mourir grâce à toi / Hey! Et je ne connais pas beaucoup le combat, mais moi, je sais je vais me battre pour toi/Hey! Juste quand je vais bousiller mon poing, je réalise que je suis couché à côté de toi. »,,.

## Réception critique
1+1 est universellement bien accueilli par les critiques qui complimente la démonstration effective de la voix émouvante de Beyoncé grâce à l'utilisation d'une instrumentation légère sur la chanson. Nadine Cheung de AOL Radio complimente l'instrumentation discrète, qui met en avant la voix de la chanteuse, et Contessa Gayles d'AOL Music l'appelle « une ballade douloureuse et criarde — de la meilleure façon possible ». Brandon Soderberg de Pitchfork écrit : « [...] elle creuse vraiment et vend les qualités problématiques de la chanson, et quand cette pause avec la guitare au maximum apparaît exactement quand il devrait, c'est cathartique. À ce moment précis, ce pastiche passionné de pop intemporelle devient un classique qui lui est propre. ». Récompensant la chanson avec quatre étoiles, Amy Sciarretto de PopCrush complimente l'instrumentation détaché de la chanson en déclarant que « la belle voix [de Beyoncé] est seulement complété avec un rythme simple au piano ». Sciarretto compare en plus la piste au premier single de l'ère I Am... Sasha Fierce, If I Were a Boy en disant « pas dans le ton ou dans l'humeur, mais dans sa rareté et son existence à être un moyen de Beyoncé pour attirer l'attention et montrer de l'émotion ». Michael Cragg de The Guardian appelle la chanson une « ballade aimante » et complimente Beyoncé pour avoir mis en valeur sa voix brute. Rap-Up privilégie la piste en déclarant que « Si Run the World (Girls) n'était pas votre truc, cela devrait faire l'affaire. ». Amos Barshad du New York Magazine décrit la chanson comme « une ballade d'amour grande et grosse » en déclarant que la chanson rappelle une « mise en valeur vocale Whitney Houston–esque ».
Chris Coplan du site web musical de Chicago Consequence of Sound décrit la voix de Beyoncé comme « incroyable » et favorise le changement de tempo entre les pistes, indiquant que, bien que généralement Beyoncé « [se promène] à l'arrière de quelques rythmes incroyables, elle met l'accent sur la pureté de sa voix soutenue par un simple piano. ». Erika Brooks de Idolator donne à la chanson un avis mitigé, complimentant la piste comme une « ballade douloureuse qui atteint les chevrons ». Brooks a plus tard décrit la piste comme un « grower » comme le premier single Run the World (Girls) et ajoute que « autant que des chansons qui combinent des relations avec l'arithmétique, on préfère le 2 Become 1 des Spice Girls ». Leah Collins du Dose canadien appelle la chanson une « ballade soul mélodramatique » en ajoutant que 1+1 est « emballé dans un sentiment de faire l'amour, pas la guerre ». Barshad conclut en ajoutant que « Les vautours ne sera certainement pas vous juger si vous voulez prétendre que vous êtes 1 et que Beyoncé est l'autre 1. ». Un reporter du The Huffington Post déclare que la chanson est un départ de Run the World (Girls) et que 1+1 représente l'un des premières parcelles d'évidence que « Beyoncé est en train de garder sa promesse que toute une série de nouveaux sons feront leur chemin dans 4. ». Nick Neyland de Prefix Magazine ajoute que « [1+1] fonctionne comme un moyen pour Beyoncé de montrer incontestablement son impressionnante gamme vocale, et fera une ouverture d'album magique. ». Jocelyn Vena de MTV News écrit : « Beyoncé ne peut pas connaître une chose au sujet de l'algèbre, mais quand il s'agit de la mathématique des ballades, elle devient totalement elle. ».
Wesley Case de The Baltimore Sun fait l'éloge du tout le concept de la chanson dans sa liste des cinq grandes chansons du 8 juin 2011, en écrivant :

« Quand Beyoncé débute cette chanson déchirante et magnifique dans American Idol, je ne peux pas dire que j'ai donné l'attention qu'elle méritait. (Beaucoup trop furieux quand je pense que Scotty McCreery gagne la compétition, je suppose.) Mais le lendemain matin, j'ai écouté la version LP et j'ai été brisé, pratiquement les larmes aux yeux. C'est une perfection de The-Dream, avec une production presque obsédante. C'est les simples exigences des paroles (« fais-moi l'amour / Quand mes jours paraissent faibles, tire me en me rattrapant / et ne pas me laisser aller / fais-moi l'amour »). Mais pour la plupart des gens, et à la surprise de personne, c'est la voix de Beyoncé qui fait de 1+1 une ballade classique de première ordre. Elle manœuvre sur une corde raide des pistes sonores dans le noyau émotionnel de la chanson — la vulnérabilité, le désir, l'incertitude et un sens crédible de savoir ce que l'amour se ressent. La chanson devient noir comme une éclipse et c'est tellement magnifique. »

— Wesley Case, 

## Ventes
1+1 entre dans le classement américain Hot Digital Songs à la 33e place le 11 juin 2011, en vendant 57 000 exemplaires numériques cette semaine-là et apparaît ainsi à la 57e position du Billboard Hot 100,. La semaine suivante, il descend à la 89e place du Hot 100. 1+1 débute dans le Canadian Hot 100 à la 82e place également le 11 juin 2011. Après la sortie de 4, 1+1 apparaît dans le UK Singles Chart du 9 juillet 2011 à la 76e place, tandis que dans le UK R&B Chart, il débute à la 23e position.

## Prestation en direct

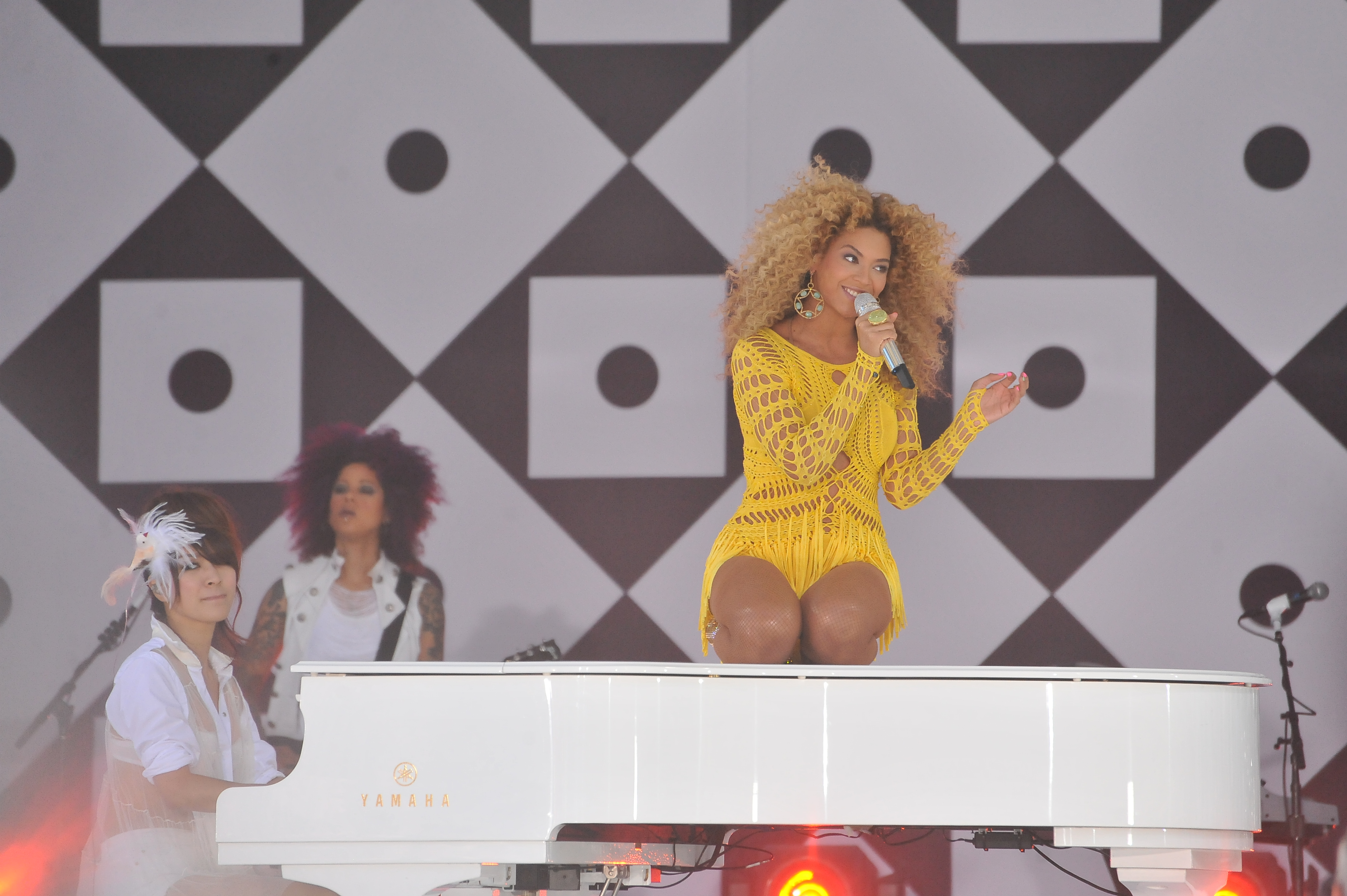
Beyoncé lors d'un concert à Central Park en 2011 organisé par Good Morning America's Summer.

Beyoncé chante pour la première fois 1+1 dans une version piano lors de la finale de la saison 10 de American Idol qui a eu lieu au Nokia Theatre de Los Angeles le 25 mai 2011. Vêtue d'une robe violette, elle chante la chanson entourée par de la fumée et un éclairage rouge, et déclare « Ceci est ma chanson préférée ». Vers la fin de la prestation, elle se met à genoux et serre les mains des membres du public. La prestation lui a valu une standing ovation du jury et des membres du public. Un journaliste du The Huffington Post trouve la prestation « épique » ainsi que « chargée d'émotion », et complimente la façon dont Beyoncé « canalise chaque particule d'énergie de la salle dans ses appels venant des poumons et ses cris ». Becky Bain de Idolator écrit : « Beyoncé, tu es notre American Idol. (Désolé, Scotty.) [Beyoncé] vole complètement l'ensemble du spectacle. Elle sonne et semble incroyable, et si nous étions douteux lorsque nous avons entendu la chanson (environ une demi-heure avant que la finale d'Idol commence), cette prestation en direct a scellé l'affaire pour nous. ». Jolie du Pre de Yahoo! News commente : « La finale d'American Idol a déversé des prestations de superstar de Lady Gaga, Carrie Underwood, Beyoncé et plus. Qui a livré le plus? Il est difficile de nier que « Sasha Fierce » a eu les honneurs. [...] La cerise sur le gâteau [le] début de 1+1, une ballade [...] la prestation de 1+1 nous a montré une superstar qui a fait, mais à plus d'un titre... Oui, elle est l'une des chanteuses contemporaines les plus riches et qui a le plus réussie, mais elle est aussi à l'aise dans sa peau [...] Nous pouvons nous connecter à une chanson d'une meilleure façon qu'on peut se connecter à la chanteuse. Beyoncé nous inspire et est le package totale. Elle est une étoile qui va continuer à briller. ».

## Autres versions
La démo de The-Dream de Nothing But Love est divulguée sur Internet fin mai 2011,. À la fin juin 2011, l'artiste américaine Dondria poste une vidéo d'elle-même chantant 1+1 tout en restant assise devant son ordinateur.

## Liste des pistes
- Téléchargement

1. 1+1 – 4:32

## Crédits et personnel
| - Lee Blaske : cordes - Val Brathwaite : Assistant mixage - Steven Dennis : Assistant ingénieur du son - Mark Gray : Assistant ingénieur du son - Nikki Gallespi : batteries - Beyoncé Knowles : Chant, productrice, auteur-compositeur - Tony Maserati : mixeur | - Terius "The-Dream" Nash : producteur, auteur-compositeur - Jason Sherwood : assistant ingénieur du son - Christopher "Tricky" Stewart : producteur, auteur-compositeur - Brian "B- LUV" Thomas : enregistreur - Pat Thrall : enregistreur - Pete Wolford : assistant ingénieur du son, guitare - Jordan "DJ Swivel" Young : enregistreur vocal Source |

## Classements
| Classement (2011)              | Meilleure position |
| ------------------------------ | ------------------ |
| Canada                         | 82                 |
| Royaume-Uni                    | 76                 |
| Royaume-Uni (Classement R'n'B) | 23                 |
| Billboard Hot 100              | 57                 |